# St. Nicholas Peak
St. Nicholas Peak är en bergstopp i Kanada.   Den ligger i provinsen Alberta, i den centrala delen av landet, 3 000 km väster om huvudstaden Ottawa. Toppen på St. Nicholas Peak är 2 938 meter över havet.
Terrängen runt St. Nicholas Peak är bergig österut, men västerut är den kuperad.Trakten runt St. Nicholas Peak är nära nog obefolkad, med mindre än två invånare per kvadratkilometer.. Det finns inga samhällen i närheten. 
Trakten runt St. Nicholas Peak är permanent täckt av is och snö.